# Olympische Jugend-Sommerspiele 2018/Beachhandball/Argentinien Mädchen

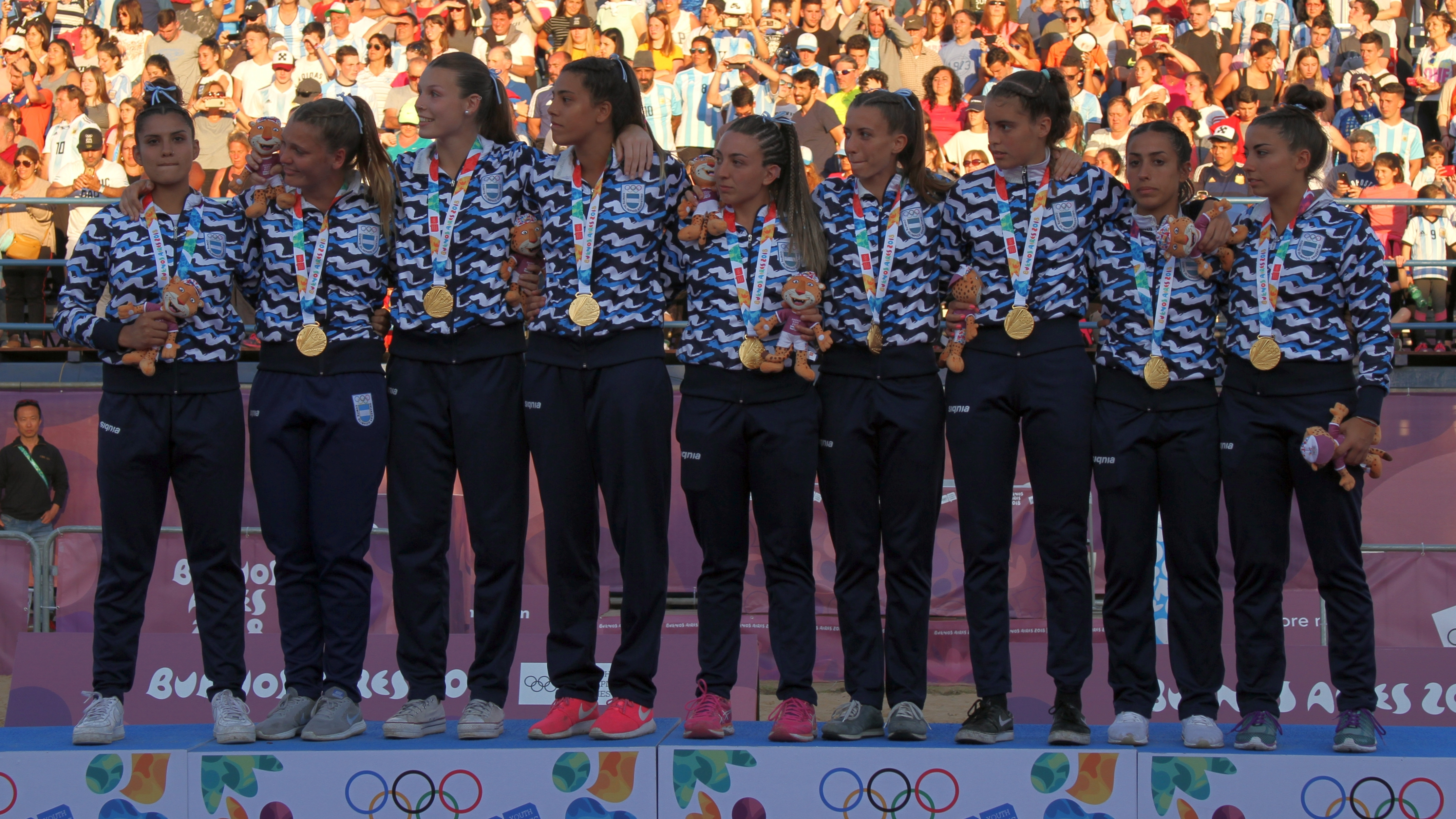
Die Mannschaft bei der Siegerehrung

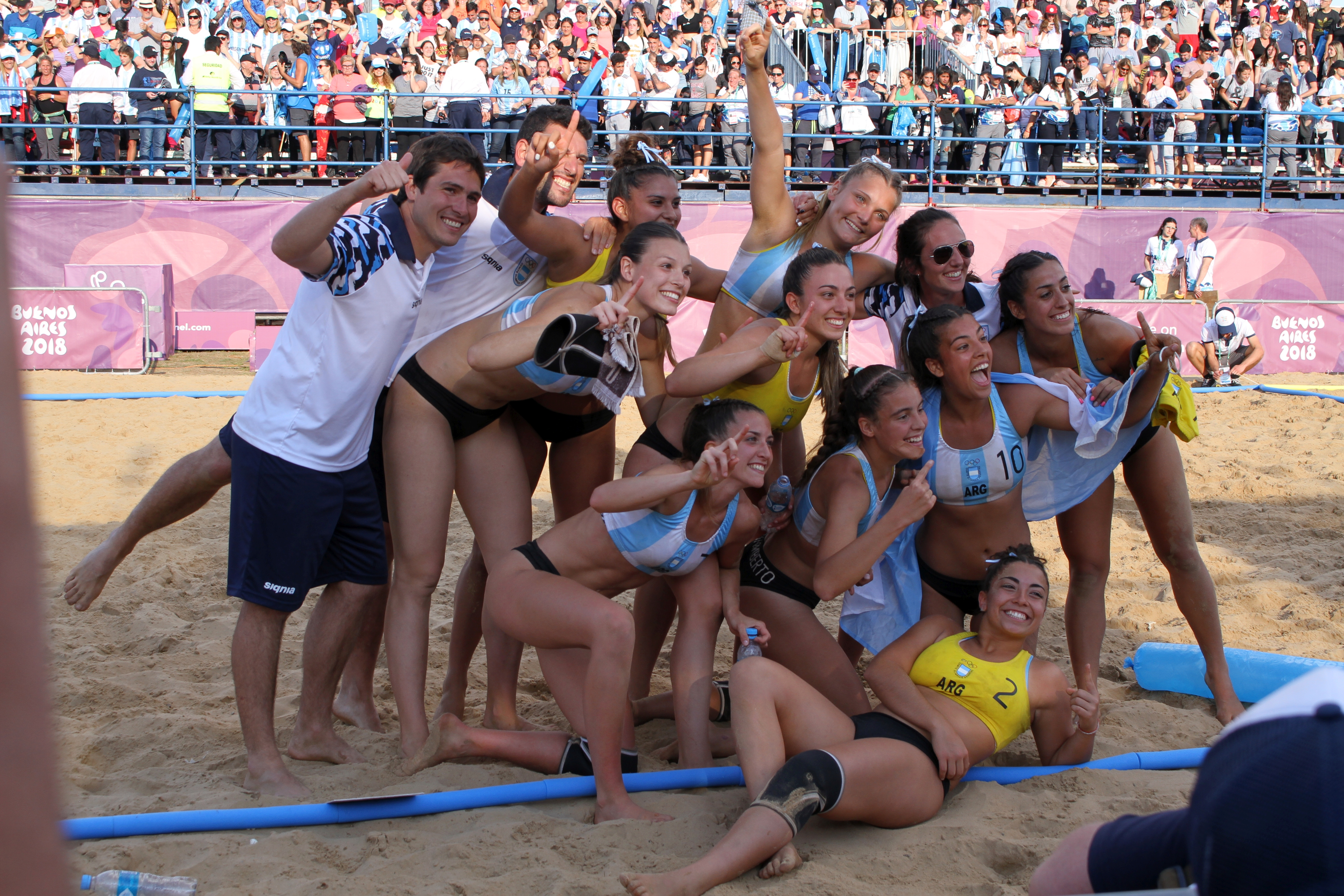
Gruppenbild mit Mannschaft sowie Trainern und Betreuern nach den gewonnenen Finale

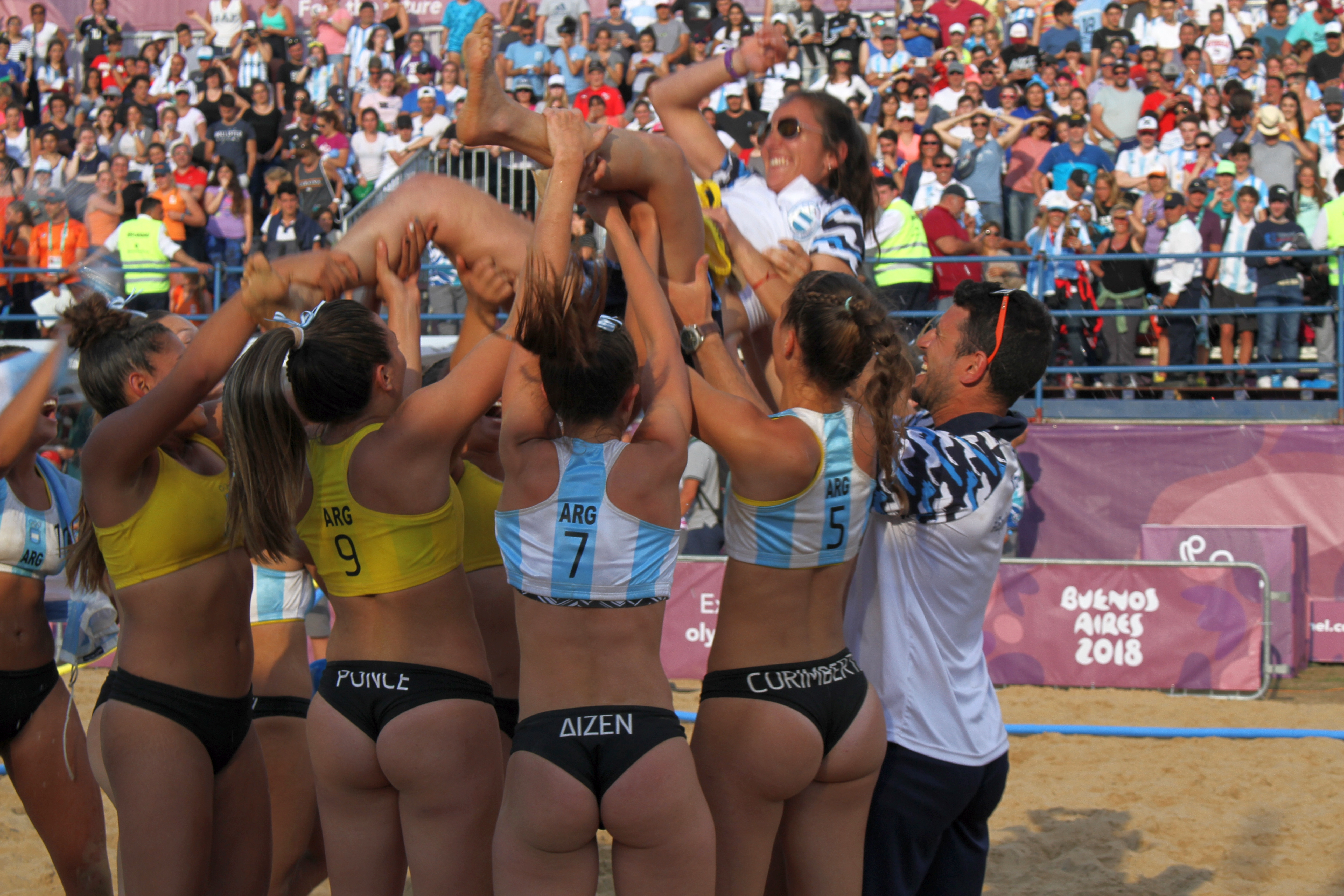
Das Team feiert seine Trainerin

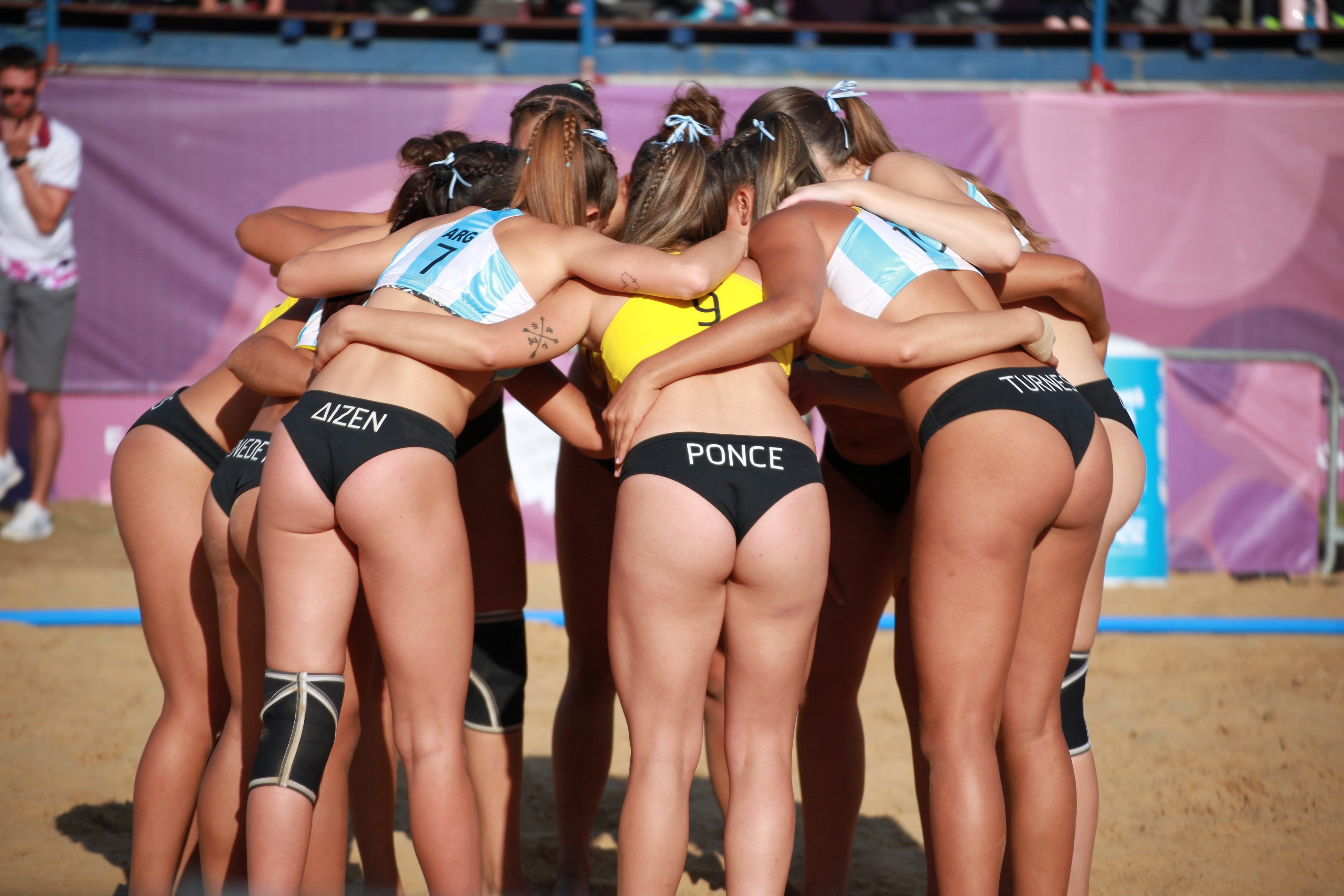
Die Mannschaft schwört sich vor dem Finale ein

Die Argentinische Junioren-Nationalmannschaft der Mädchen im Beachhandball war als Gastgeber automatisch für die Olympischen Jugend-Sommerspiele 2018 in Buenos Aires qualifiziert, wo Beachhandball zum ersten Mal olympisch gespielt wurde. Die Mannschaft der Confederación Argentina de Handball gewann dabei die Goldmedaille.
Die Argentinierinnen gewannen ihre ersten vier Gruppenspiele in Folge. Erst beim letzten Vorrundenspiel gegen den Mitfavoriten Niederlande gab es die erste Niederlage. Keines der Spiele ging in das Shootout. In der Hauptrunde konnten die Argentinierinnen alle ihre drei Spiele gewinnen, darunter gegen die Spitzenmannschaft Kroatien und die Mitfavoritinnen aus Ungarn. Alle drei Spiele gingen jetzt bis ins Shootout und waren meist recht knapp. Am Ende war Argentinien punktgleich mit den besser platzierten Niederländerinnen und Ungarinnen auf dem dritten Platz der Hauptrundentabelle und zog gemeinsam mit diesen und Kroatien in das Halbfinale ein. Dort konnte Ungarn, dass in der Gesamtrechnung sogar einen Punkt mehr erzielt hatte, im Shootout bezwungen werden. Im Finale konnten die Argentinierinnen Kroatien mit 2-0-Sätzen bezwingen, wobei vor allem der zweite Satz sehr eng umkämpft war.
Mit den Jungen die Bronze gewannen, war Argentinien die erfolgreichste Nation der 2018er Jugendspiele im Beachhandball.

## Technische Angaben
Trainerin (director técnico) der Mannschaft war Leticia Brunati, als Co-Trainer fungierte Gustavo Andrés Sanz. Leitender Betreuer war der Trainer der A-Nationalmannschaft der Männer und Sportdirektor des argentinischen Handball-Verbandes Sebastián Ferraro.

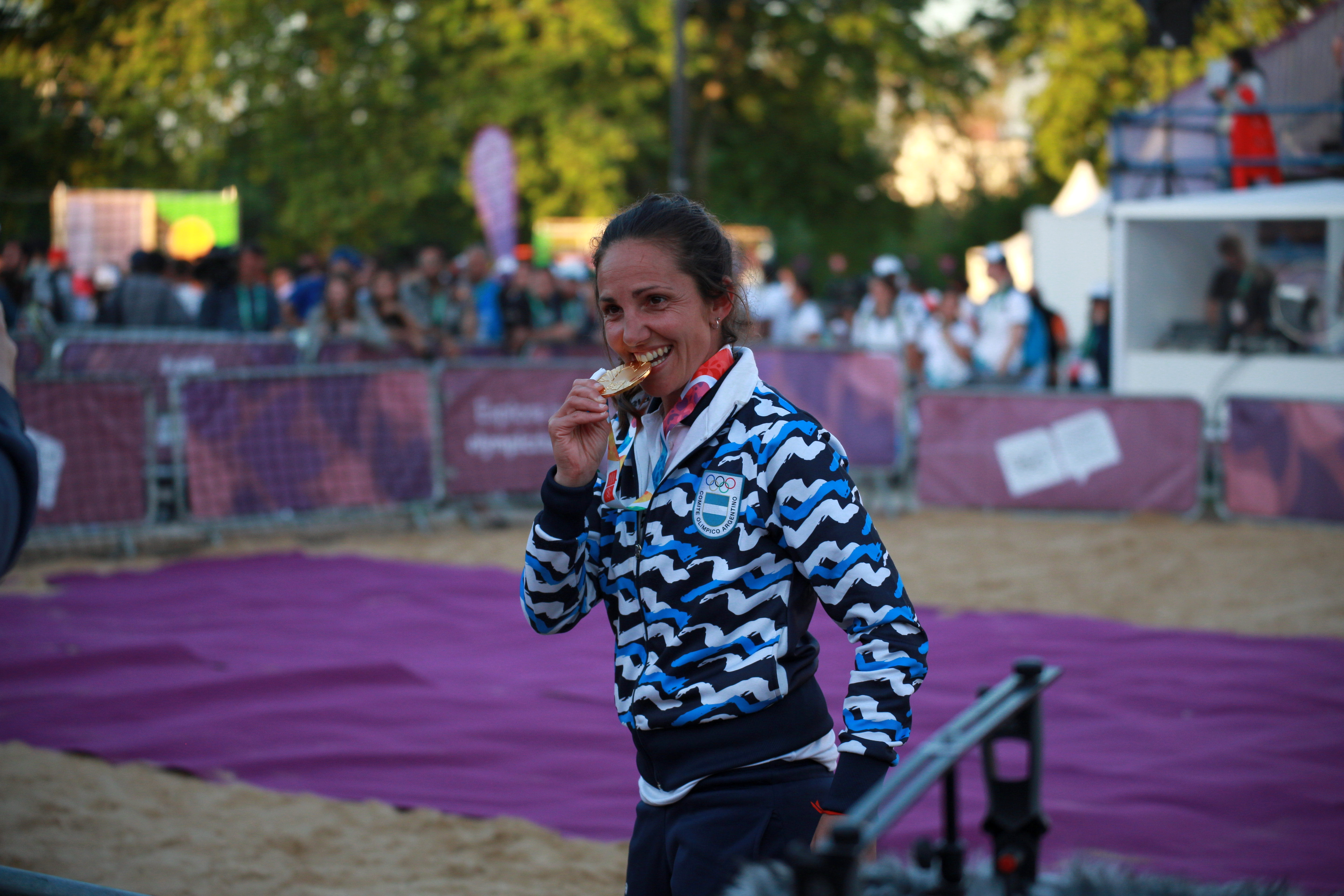
Trainerin Leticia Brunati mit der Goldmedaille
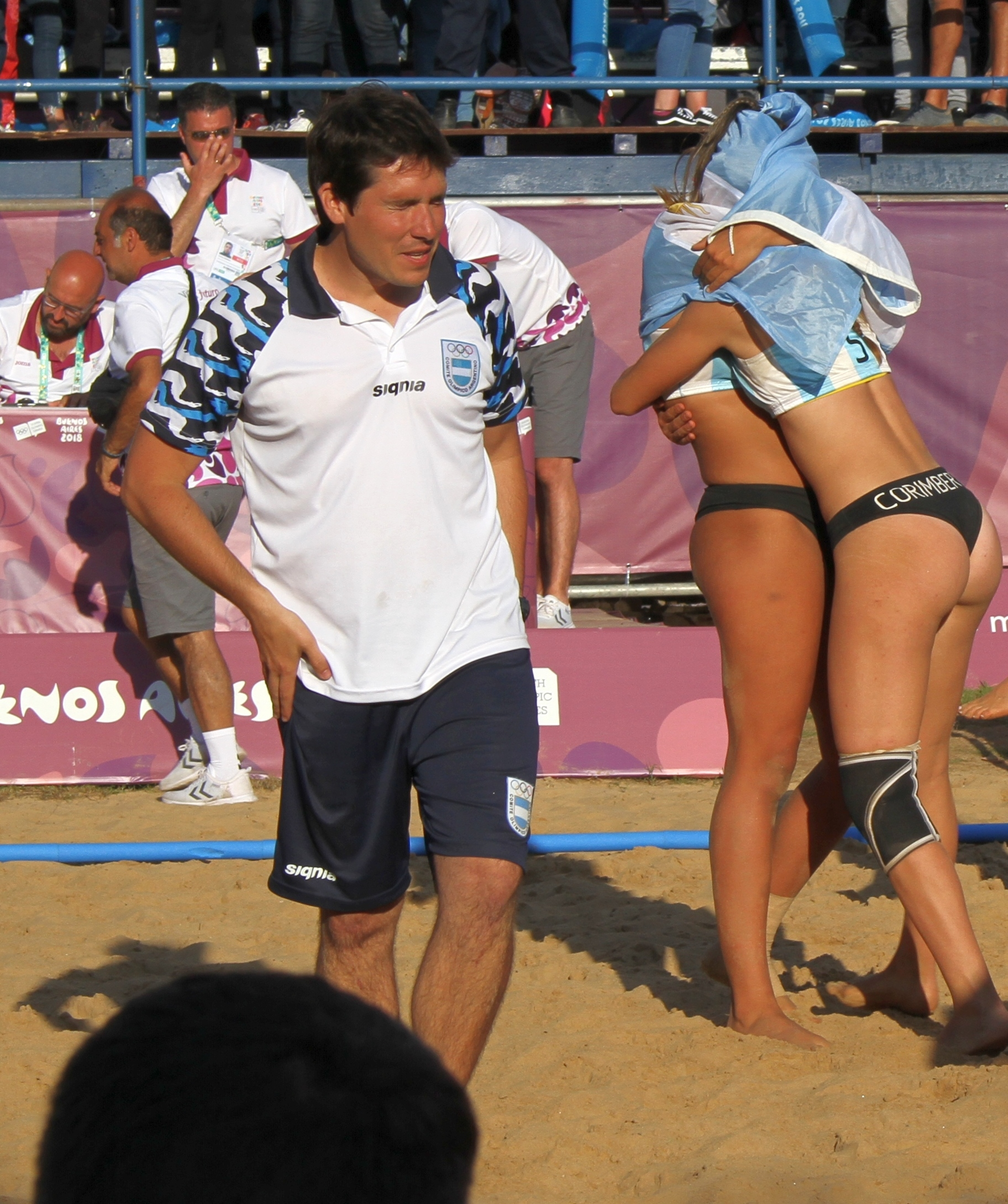
Co-Trainer Gustavo Andrés Sanz während des Shootouts im Halbfinalspiel
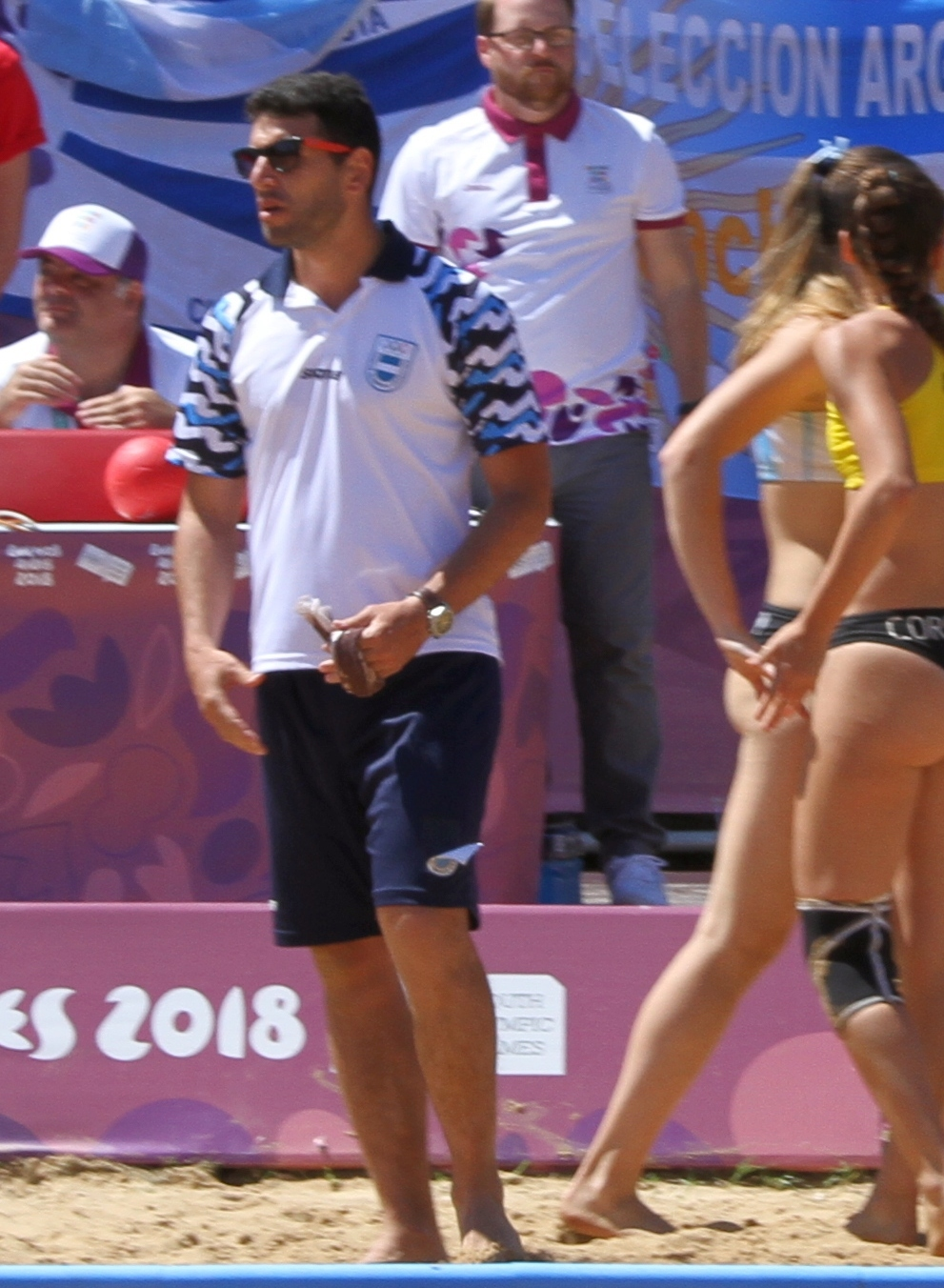
Betreuer Sebastián Ferraro nach dem gewonnenen Finale

Offizielle Trikotsätze:
| Trikot           | Tank Top Feld | Tank Top Tor/Specialist | Shorts  |
| ---------------- | ------------- | ----------------------- | ------- |
| Standardtrikot   | Hellblau-Weiß | Gelb                    | Schwarz |
| Ausweichtrikot   | Blau          | Gelb                    | Schwarz |
| Ausweichtrikot 2 | Schwarz       | Gelb                    | Schwarz |

Das zweite Ausweichtrikot kam nicht zum Einsatz.

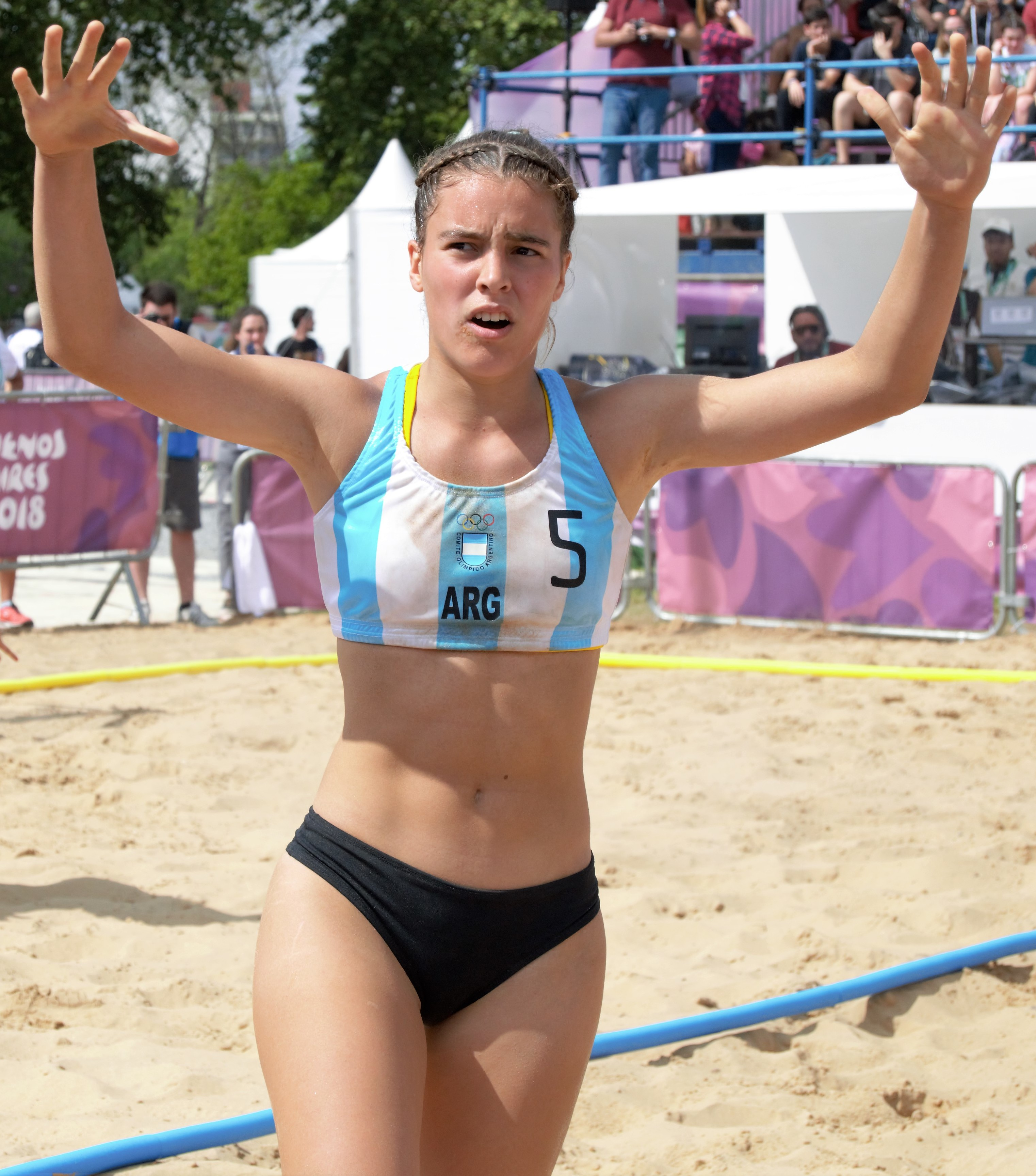
Fiorella Corimberto im Standardtrikot
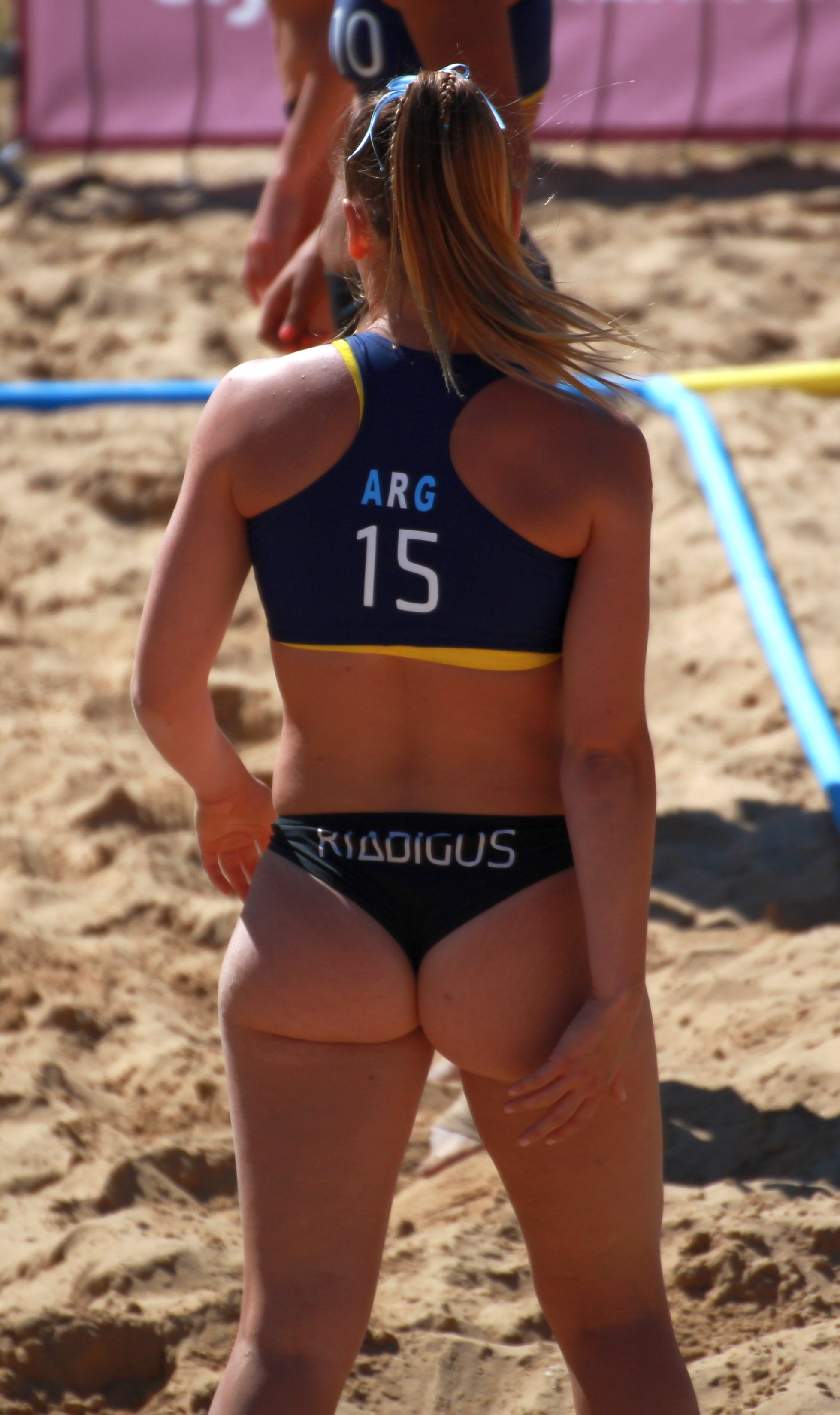
Jimena Riadigos im Ausweichtrikot; von hinten  mit Namen auf den Shorts und Nummer auf dem Top
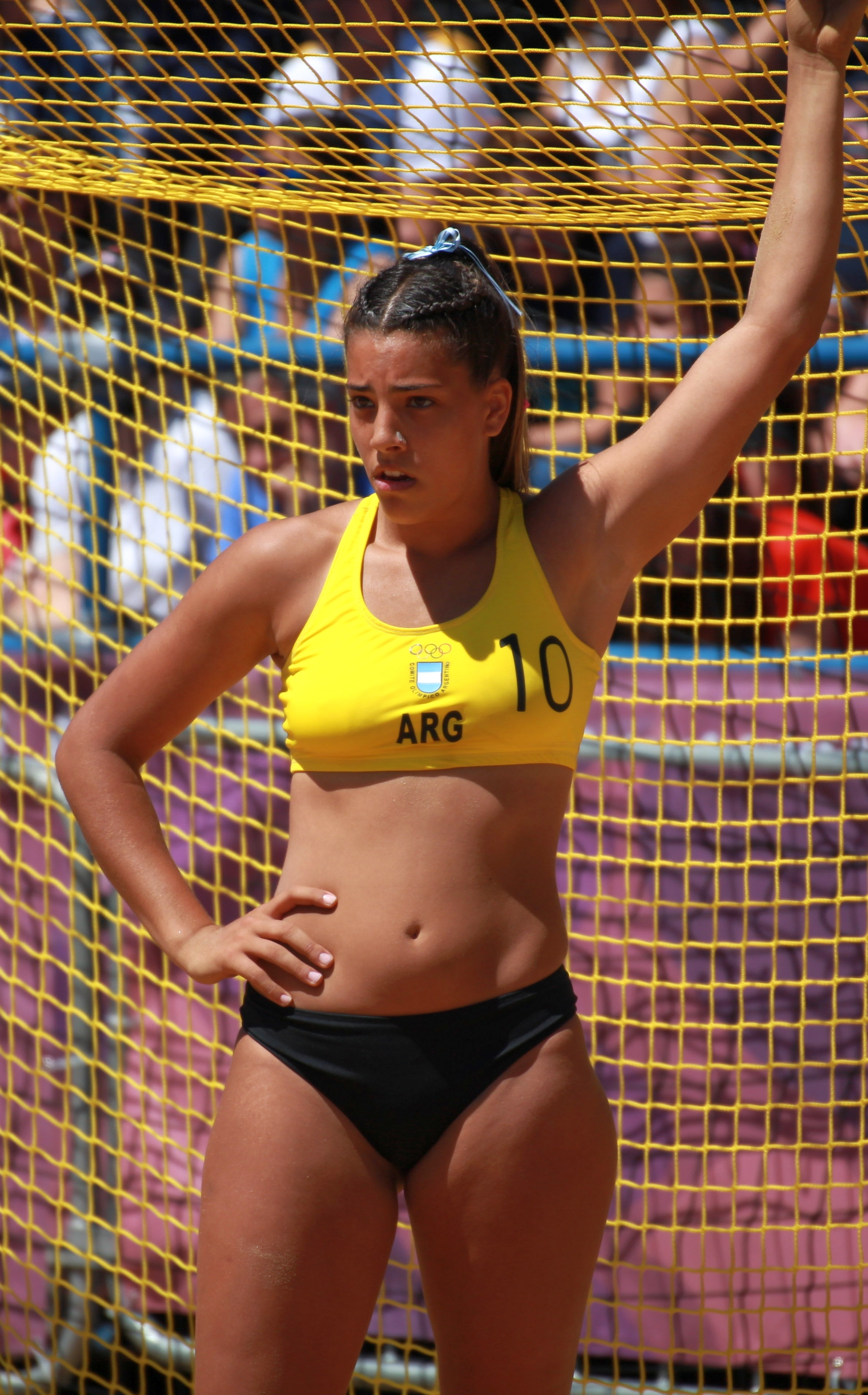
Zoe Turnes im Trikot der Torhüterin beziehungsweise des Specialist

## Spiele

### Gruppe B
| Rang | Land        | Spiele | Tore    | Punkte |
| ---- | ----------- | ------ | ------- | ------ |
| 1    | Niederlande | 5      | 215:175 | 10     |
| 2    | Argentinien | 5      | 186:121 | 8      |
| 3    | Paraguay    | 5      | 141:179 | 6      |
| 4    | Venezuela   | 5      | 177:170 | 4      |
| 5    | Türkei      | 5      | 136:183 | 2      |
| 6    | Hongkong    | 5      | 89:180  | 0      |

| 8. Oktober 2018, 10:00 Uhr  | Argentinien | – | Türkei      | 2:0 (40:20 – 20:6, 20:14)  |
| 8. Oktober 2018, 14:30 Uhr  | Paraguay    | – | Argentinien | 0:2 (16:37 – 10:17, 6:20)  |
| 9. Oktober 2018, 12:30 Uhr  | Argentinien | – | Venezuela   | 2:0 (37:28 – 17:14, 20:14) |
| 9. Oktober 2018, 17:00 Uhr  | Argentinien | – | Hongkong    | 2:0 (37:13 – 13:8, 24:5)   |
| 10. Oktober 2018, 10:00 Uhr | Niederlande | – | Argentinien | 2:0 (44:35 – 22:19, 22:16) |

### Hauptrunde
| Rang | Land              | Spiele | Tore    | Punkte |
| ---- | ----------------- | ------ | ------- | ------ |
| 1    | Niederlande       | 5      | 215:175 | 8      |
| 2    | Ungarn            | 5      | 192:172 | 8      |
| 3    | Argentinien       | 5      | 194:177 | 8      |
| 4    | Kroatien          | 5      | 157:153 | 4      |
| 5    | Chinesisch Taipeh | 5      | 184:212 | 2      |
| 6    | Paraguay          | 5      | 115:168 | 0      |

| 11. Oktober 2018, 10:00 Uhr | Kroatien          | – | Argentinien | 1:2 (35:36 – 15:18, 18:9, 2:9)  |
| 11. Oktober 2018, 14:30 Uhr | Ungarn            | – | Argentinien | 1:2 (38:41 – 18:16, 14:18, 6:7) |
| 12. Oktober 2018, 11:40 Uhr | Chinesisch Taipeh | – | Argentinien | 1:2 (44:45 – 20:19, 18:19, 6:7) |

### Halbfinale und Finale
| Halbfinale 1                |        |   |             |                                 |
| 13. Oktober 2018, 11:10 Uhr | Ungarn | – | Argentinien | 1:2 (40:39 – 18:20, 16:12, 6:7) |

| Finale                      |             |   |          |                            |
| 13. Oktober 2018, 17:00 Uhr | Argentinien | – | Kroatien | 2:0 (32:26 – 14:10, 18:16) |

## Spielerinnen

### Lucila Balsas
- Nummer: 2
- Name auf dem Shorts: BALSAS
- Spielposition(en): zentraler Rückraum/rechter Flügel
- Verein: VILO Handball Sports Club, Vicente López, Buenos Aires
- Geburtsdatum: 3. Juni 2000
- Größe: 1,64 Meter

| Gegner            | Punkte und Würfe | Punkte und Würfe | Punkte und Würfe | Punkte und Würfe | Versuche und Treffer | Versuche und Treffer | Versuche und Treffer | Versuche und Treffer | Versuche und Treffer | Versuche und Treffer | Versuche und Treffer | Torhüter | Torhüter | Torhüter | Torhüter | Strafen | Strafen | Strafen | Technik | Technik | Technik | Technik     | Technik  | Technik |
| Gegner            | Punkte           | Tore             | Würfe            | %                | 1-Pt All             | 1-Pt Spin            | Spin                 | In-flight            | Spec                 | Dir Goal             | Pen                  | Sav      | Shots    | %        | Sav Pen  | SUS     | D       | DR      | Ass     | Steal   | Block   | Rec 6m Foul | Pen Foul | TO      |
| ----------------- | ---------------- | ---------------- | ---------------- | ---------------- | -------------------- | -------------------- | -------------------- | -------------------- | -------------------- | -------------------- | -------------------- | -------- | -------- | -------- | -------- | ------- | ------- | ------- | ------- | ------- | ------- | ----------- | -------- | ------- |
| Turkei            | 2                | 1                | 2                | 50               |                      |                      |                      |                      | 1/2                  |                      |                      |          |          |          |          |         |         |         |         |         |         |             |          |         |
| Paraguay          | 6                | 3                | 4                | 75               |                      |                      | 3/3                  |                      | 0/1                  |                      |                      |          |          |          |          |         |         |         | 2       |         |         |             |          |         |
| Venezuela         | 4                | 2                | 4                | 50               |                      |                      | 1/2                  |                      | 1/2                  |                      |                      |          |          |          |          |         |         |         | 1       |         |         |             |          |         |
| Hongkong          | 4                | 2                | 3                | 67               |                      |                      | 2/2                  |                      | 0/1                  |                      |                      |          |          |          |          |         |         |         | 2       |         |         | 1           |          | 2       |
| Niederlande       | 8                | 4                | 5                | 80               |                      |                      | 0/1                  |                      | 4/4                  |                      |                      |          |          |          |          |         |         |         | 1       |         |         |             |          | 3       |
| Kroatien          |                  |                  |                  |                  |                      |                      |                      |                      |                      |                      |                      |          |          |          |          |         |         |         |         |         |         |             |          | 1       |
| Ungarn            | 10               | 5                | 7                | 71               |                      |                      | 1/1                  |                      | 4/6                  |                      |                      |          |          |          |          |         |         |         | 1       |         |         | 1           |          |         |
| Chinesisch Taipeh | 6                | 3                | 4                | 75               |                      |                      | 1/1                  |                      | 2/3                  |                      |                      |          |          |          |          |         |         |         |         |         |         |             |          |         |
| Ungarn            | 4                | 2                | 3                | 67               |                      |                      | 0/1                  |                      | 2/2                  |                      |                      |          |          |          |          |         |         |         |         |         |         |             |          | 3       |
| Kroatien          |                  |                  |                  |                  |                      |                      |                      |                      |                      |                      |                      |          |          |          |          |         |         |         |         |         |         |             |          |         |
| Gesamt            | 44               | 22               | 32               | 69               |                      |                      | 8/11                 |                      | 14/21                |                      |                      |          |          |          |          |         |         |         | 7       |         |         | 2           |          | 9       |

### Caterina Benedetti
- Nummer: 3
- Name auf dem Shorts: BENEDETTI
- Spielposition(en): rechter Flügel/Specialist
- Verein: S.E.D.A.L.O (Sociedad Escolar y Deportiva Alemana „Lanús Oeste“)
- Geburtsdatum: 15. Mai 2000
- Größe: 1,59 Meter

| Gegner            | Punkte und Würfe | Punkte und Würfe | Punkte und Würfe | Punkte und Würfe | Versuche und Treffer | Versuche und Treffer | Versuche und Treffer | Versuche und Treffer | Versuche und Treffer | Versuche und Treffer | Versuche und Treffer | Torhüter | Torhüter | Torhüter | Torhüter | Strafen | Strafen | Strafen | Technik | Technik | Technik | Technik     | Technik  | Technik |
| Gegner            | Punkte           | Tore             | Würfe            | %                | 1-Pt All             | 1-Pt Spin            | Spin                 | In-flight            | Spec                 | Dir Goal             | Pen                  | Sav      | Shots    | %        | Sav Pen  | SUS     | D       | DR      | Ass     | Steal   | Block   | Rec 6m Foul | Pen Foul | TO      |
| ----------------- | ---------------- | ---------------- | ---------------- | ---------------- | -------------------- | -------------------- | -------------------- | -------------------- | -------------------- | -------------------- | -------------------- | -------- | -------- | -------- | -------- | ------- | ------- | ------- | ------- | ------- | ------- | ----------- | -------- | ------- |
| Turkei            | 8                | 4                | 6                | 67               |                      |                      |                      | 4/6                  |                      |                      |                      |          |          |          |          |         |         |         | 2       |         |         |             |          |         |
| Paraguay          | 9                | 5                | 6                | 83               | 1/1                  |                      |                      | 2/3                  | 2/2                  |                      |                      |          |          |          |          |         |         |         |         |         |         |             |          | 1       |
| Venezuela         | 14               | 8                | 11               | 73               | 2/2                  |                      | 1/1                  | 5/7                  | 0/1                  |                      |                      |          |          |          |          |         |         |         |         |         |         |             |          |         |
| Hongkong          | 6                | 3                | 4                | 75               |                      |                      | 1/2                  | 1/1                  |                      |                      | 1/1                  |          |          |          |          |         |         |         | 1       |         | 1       |             |          | 1       |
| Niederlande       | 5                | 3                | 5                | 60               | 1/1                  |                      |                      | 1/3                  |                      |                      | 1/1                  |          |          |          |          |         |         |         | 3       |         |         |             |          |         |
| Kroatien          | 10               | 6                | 10               | 60               | 2/2                  |                      | 1/2                  | 2/5                  |                      |                      | 1/1                  |          |          |          |          |         |         |         | 1       |         |         |             |          | 1       |
| Ungarn            | 13               | 7                | 9                | 78               | 1/1                  |                      | 3/3                  | 1/3                  |                      |                      | 2/2                  |          |          |          |          |         |         |         | 7       |         |         |             |          |         |
| Chinesisch Taipeh | 11               | 7                | 9                | 67               | 1/2                  |                      | 2/2                  | 2/4                  |                      |                      | 1/1                  |          |          |          |          |         |         |         | 1       |         |         |             |          | 3       |
| Ungarn            | 3                | 2                | 3                | 67               | 1/1                  |                      |                      | 1/2                  |                      |                      |                      |          |          |          |          |         |         |         | 1       |         |         |             |          | 3       |
| Kroatien          | 8                | 4                | 6                | 67               | 0/1                  |                      | 1/2                  |                      |                      |                      | 3/3                  |          |          |          |          |         |         |         |         |         |         |             |          | 3       |
| Gesamt            | 87               | 49               | 69               | 71               | 9/11                 |                      | 9/12                 | 19/34                | 2/3                  |                      | 9/9                  |          |          |          |          |         |         |         | 16      |         | 1       |             |          | 12      |

### Fiorella Corimberto
- Nummer: 5
- Name auf dem Shorts: CORIMBERTO
- Spielposition(en): beide Flügel
- Verein: Mariano Acosta Handball Club (FeMeBal Mariano Acosta), Quilmes
- Geburtsdatum: 29. August 2001
- Größe: 1,76 Meter

| Gegner            | Punkte und Würfe | Punkte und Würfe | Punkte und Würfe | Punkte und Würfe | Versuche und Treffer | Versuche und Treffer | Versuche und Treffer | Versuche und Treffer | Versuche und Treffer | Versuche und Treffer | Versuche und Treffer | Torhüter | Torhüter | Torhüter | Torhüter | Strafen | Strafen | Strafen | Technik | Technik | Technik | Technik     | Technik  | Technik |
| Gegner            | Punkte           | Tore             | Würfe            | %                | 1-Pt All             | 1-Pt Spin            | Spin                 | In-flight            | Spec                 | Dir Goal             | Pen                  | Sav      | Shots    | %        | Sav Pen  | SUS     | D       | DR      | Ass     | Steal   | Block   | Rec 6m Foul | Pen Foul | TO      |
| ----------------- | ---------------- | ---------------- | ---------------- | ---------------- | -------------------- | -------------------- | -------------------- | -------------------- | -------------------- | -------------------- | -------------------- | -------- | -------- | -------- | -------- | ------- | ------- | ------- | ------- | ------- | ------- | ----------- | -------- | ------- |
| Turkei            | 4                | 2                | 2                | 100              |                      |                      | 2/2                  |                      |                      |                      |                      |          |          |          |          |         |         |         |         |         |         |             | 1        | 1       |
| Paraguay          | 3                | 2                | 3                | 67               | 1/1                  | 1/1                  |                      | 1/2                  |                      |                      |                      |          |          |          |          |         |         |         | 1       |         |         |             |          |         |
| Venezuela         | 5                | 3                | 5                | 60               | 1/2                  |                      |                      | 2/3                  |                      |                      |                      |          |          |          |          |         |         |         | 2       | 1       | 1       |             |          | 1       |
| Hongkong          | 13               | 7                | 9                | 78               | 1/1                  | 1/1                  | 4/4                  | 2/4                  |                      |                      |                      |          |          |          |          |         |         |         | 2       | 1       |         |             |          |         |
| Niederlande       | 10               | 5                | 9                | 56               |                      |                      | 2/4                  | 3/5                  |                      |                      |                      |          |          |          |          |         |         |         | 2       | 1       |         |             | 1        | 1       |
| Kroatien          | 6                | 3                | 6                | 50               |                      |                      | 1/3                  | 2/3                  |                      |                      |                      |          |          |          |          |         |         |         | 4       |         |         |             |          | 1       |
| Ungarn            | 2                | 1                | 2                | 50               |                      |                      | 0/1                  | 1/1                  |                      |                      |                      |          |          |          |          |         |         |         | 2       | 1       |         |             | 1        | 1       |
| Chinesisch Taipeh | 12               | 6                | 8                | 75               | 0/1                  |                      | 1/2                  | 5/5                  |                      |                      |                      |          |          |          |          |         |         |         | 1       |         |         |             |          |         |
| Ungarn            | 10               | 5                | 6                | 83               |                      |                      | 2/2                  | 3/4                  |                      |                      |                      |          |          |          |          |         |         |         | 3       | 1       |         |             | 1        |         |
| Kroatien          | 2                | 1                | 1                | 100              |                      |                      |                      | 1/1                  |                      |                      |                      |          |          |          |          |         |         |         | 2       |         |         | 1           |          |         |
| Gesamt            | 67               | 35               | 51               | 69               | 3/5                  | 2/2                  | 12/18                | 20/28                |                      |                      |                      |          |          |          |          |         |         |         | 19      | 5       | 1       | 1           | 4        | 5       |

### Belén Aizen
- Nummer: 7
- Name auf dem Shorts: AIZEN
- Spielposition(en): linker Flügel/Defensive
- Verein: SAG Villa Ballester
- Geburtsdatum: 18. August 2000
- Größe: 1,70 Meter

| Gegner            | Punkte und Würfe | Punkte und Würfe | Punkte und Würfe | Punkte und Würfe | Versuche und Treffer | Versuche und Treffer | Versuche und Treffer | Versuche und Treffer | Versuche und Treffer | Versuche und Treffer | Versuche und Treffer | Torhüter | Torhüter | Torhüter | Torhüter | Strafen | Strafen | Strafen | Technik | Technik | Technik | Technik     | Technik  | Technik |
| Gegner            | Punkte           | Tore             | Würfe            | %                | 1-Pt All             | 1-Pt Spin            | Spin                 | In-flight            | Spec                 | Dir Goal             | Pen                  | Sav      | Shots    | %        | Sav Pen  | SUS     | D       | DR      | Ass     | Steal   | Block   | Rec 6m Foul | Pen Foul | TO      |
| ----------------- | ---------------- | ---------------- | ---------------- | ---------------- | -------------------- | -------------------- | -------------------- | -------------------- | -------------------- | -------------------- | -------------------- | -------- | -------- | -------- | -------- | ------- | ------- | ------- | ------- | ------- | ------- | ----------- | -------- | ------- |
| Turkei            | 2                | 1                | 1                | 100              |                      |                      |                      | 1/1                  |                      |                      |                      |          |          |          |          |         |         |         | 2       |         |         |             |          | 2       |
| Paraguay          | 4                | 2                | 2                | 100              |                      |                      |                      | 2/2                  |                      |                      |                      |          |          |          |          |         |         |         | 2       |         |         |             |          |         |
| Venezuela         | 2                | 1                | 1                | 100              |                      |                      |                      | 1/1                  |                      |                      |                      |          |          |          |          |         |         |         | 2       |         |         |             |          |         |
| Hongkong          | 0                | 0                | 1                | 0                |                      |                      |                      | 0/1                  |                      |                      |                      |          |          |          |          |         |         |         | 1       | 1       | 1       |             |          | 1       |
| Niederlande       | 6                | 3                | 3                | 100              |                      |                      | 2/2                  | 1/1                  |                      |                      |                      |          |          |          |          |         |         |         |         | 1       |         |             |          | 1       |
| Kroatien          | 2                | 1                | 1                | 100              |                      |                      |                      | 1/1                  |                      |                      |                      |          |          |          |          | 14:23   |         |         | 4       |         | 1       | 1           | 1        |         |
| Ungarn            | 2                | 1                | 2                | 50               | 0/1                  |                      | 1/1                  |                      |                      |                      |                      | 1        | 1        | 100      |          |         |         |         |         | 3       |         |             | 1        |         |
| Chinesisch Taipeh | 8                | 5                | 5                | 100              | 2/2                  |                      |                      | 3/3                  |                      |                      |                      |          |          |          |          |         |         |         |         |         |         |             |          |         |
| Ungarn            | 4                | 2                | 3                | 67               |                      |                      | 0/1                  | 1/1                  |                      |                      |                      | 0        | 0        | 0        |          |         |         |         | 2       | 1       |         |             |          |         |
| Kroatien          | 2                | 1                | 2                | 50               | 0/1                  |                      |                      | 1/1                  |                      |                      |                      |          |          |          |          |         |         |         | 1       |         | 1       |             |          |         |
| Gesamt            | 32               | 17               | 21               | 81               | 2/4                  |                      | 3/4                  | 11/12                |                      |                      |                      | 1        | 1        | 100      |          | 1       |         |         | 14      | 6       | 3       | 1           | 2        | 4       |

### Carolina Ponce
- Nummer: 9
- Name auf dem Shorts: PONCE
- Spielposition(en): Specialist/zentraler Rückraum
- Verein: Estudiantes de La Plata
- Geburtsdatum: 15. Mai 2000
- Größe: 1,62 Meter

| Gegner            | Punkte und Würfe | Punkte und Würfe | Punkte und Würfe | Punkte und Würfe | Versuche und Treffer | Versuche und Treffer | Versuche und Treffer | Versuche und Treffer | Versuche und Treffer | Versuche und Treffer | Versuche und Treffer | Torhüter | Torhüter | Torhüter | Torhüter | Strafen | Strafen | Strafen | Technik | Technik | Technik | Technik     | Technik  | Technik |
| Gegner            | Punkte           | Tore             | Würfe            | %                | 1-Pt All             | 1-Pt Spin            | Spin                 | In-flight            | Spec                 | Dir Goal             | Pen                  | Sav      | Shots    | %        | Sav Pen  | SUS     | D       | DR      | Ass     | Steal   | Block   | Rec 6m Foul | Pen Foul | TO      |
| ----------------- | ---------------- | ---------------- | ---------------- | ---------------- | -------------------- | -------------------- | -------------------- | -------------------- | -------------------- | -------------------- | -------------------- | -------- | -------- | -------- | -------- | ------- | ------- | ------- | ------- | ------- | ------- | ----------- | -------- | ------- |
| Turkei            | 6                | 3                | 5                | 60               |                      |                      |                      |                      | 3/5                  |                      |                      |          |          |          |          |         |         |         |         |         |         |             |          |         |
| Paraguay          | 6                | 3                | 4                | 75               |                      |                      |                      |                      | 3/4                  |                      |                      |          |          |          |          |         |         |         |         |         |         |             |          |         |
| Venezuela         | 2                | 1                | 1                | 100              |                      |                      |                      |                      | 1/1                  |                      |                      |          |          |          |          |         |         |         | 1       |         |         |             |          | 1       |
| Hongkong          | 2                | 1                | 4                | 25               |                      |                      |                      |                      | 1/4                  |                      |                      |          |          |          |          |         |         |         |         |         |         |             |          | 1       |
| Niederlande       | 2                | 1                | 2                | 50               |                      |                      |                      |                      | 1/2                  |                      |                      |          |          |          |          |         |         |         | 1       |         |         | 1           |          | 1       |
| Kroatien          | 10               | 5                | 7                | 71               |                      |                      | 1/1                  |                      | 4/6                  |                      |                      |          |          |          |          |         |         |         |         |         |         |             |          | 1       |
| Ungarn            | 0                | 0                | 3                | 0                |                      |                      |                      |                      | 0/3                  |                      |                      |          |          |          |          |         |         |         |         |         |         |             |          |         |
| Chinesisch Taipeh | 0                | 0                | 1                | 0                |                      |                      |                      |                      | 0/1                  |                      |                      |          |          |          |          |         |         |         |         |         |         |             |          |         |
| Ungarn            | 6                | 3                | 5                | 60               |                      |                      |                      |                      | 3/5                  |                      |                      |          |          |          |          |         |         |         |         |         |         |             |          | 3       |
| Kroatien          | 10               | 5                | 6                | 83               |                      |                      |                      |                      | 5/6                  |                      |                      |          |          |          |          |         |         |         | 1       |         |         | 1           |          |         |
| Gesamt            | 44               | 22               | 38               | 58               |                      |                      | 1/1                  |                      | 21/37                |                      |                      |          |          |          |          |         |         |         | 3       |         |         | 2           |          | 7       |

### Zoe Turnes
- Nummer: 10
- Name auf dem Shorts: TURNES
- Spielposition(en): linker Flügel/Kreisläuferin
- Verein: S.E.D.A.L.O (Sociedad Escolar y Deportiva Alemana „Lanús Oeste“)
- Geburtsdatum: 26. Juli 2000
- Größe: 1,79 Meter

| Gegner            | Punkte und Würfe | Punkte und Würfe | Punkte und Würfe | Punkte und Würfe | Versuche und Treffer | Versuche und Treffer | Versuche und Treffer | Versuche und Treffer | Versuche und Treffer | Versuche und Treffer | Versuche und Treffer | Torhüter | Torhüter | Torhüter | Torhüter | Strafen | Strafen | Strafen | Technik | Technik | Technik | Technik     | Technik  | Technik |
| Gegner            | Punkte           | Tore             | Würfe            | %                | 1-Pt All             | 1-Pt Spin            | Spin                 | In-flight            | Spec                 | Dir Goal             | Pen                  | Sav      | Shots    | %        | Sav Pen  | SUS     | D       | DR      | Ass     | Steal   | Block   | Rec 6m Foul | Pen Foul | TO      |
| ----------------- | ---------------- | ---------------- | ---------------- | ---------------- | -------------------- | -------------------- | -------------------- | -------------------- | -------------------- | -------------------- | -------------------- | -------- | -------- | -------- | -------- | ------- | ------- | ------- | ------- | ------- | ------- | ----------- | -------- | ------- |
| Turkei            | 2                | 1                | 1                | 100              |                      |                      |                      | 1/1                  |                      |                      |                      |          |          |          |          |         |         |         |         |         | 1       |             |          |         |
| Paraguay          | 2                | 1                | 1                | 100              |                      |                      | 1/1                  |                      |                      |                      |                      |          |          |          |          |         |         |         |         |         | 2       |             | 2        |         |
| Venezuela         | 2                | 1                | 1                | 100              |                      |                      | 1/1                  |                      |                      |                      |                      |          |          |          |          |         |         |         |         | 1       |         |             | 2        |         |
| Hongkong          |                  |                  |                  |                  |                      |                      |                      |                      |                      |                      |                      |          |          |          |          |         |         |         |         | 1       |         |             |          |         |
| Niederlande       | 4                | 2                | 4                | 50               |                      |                      | 1/1                  | 1/3                  |                      |                      |                      |          |          |          |          |         |         |         |         |         |         |             |          | 2       |
| Kroatien          | 4                | 2                | 3                | 67               |                      |                      | 1/1                  | 1/2                  |                      |                      |                      | 2        | 2        | 100      |          | 6:28    |         |         |         |         | 1       |             |          | 3       |
| Ungarn            | 0                | 0                | 1                | 0                |                      |                      | 0/1                  |                      |                      |                      |                      | 1        | 3        | 33       |          |         |         |         |         | 1       | 3       |             | 1        |         |
| Chinesisch Taipeh | 2                | 1                | 4                | 25               |                      |                      | 1/2                  | 0/2                  |                      |                      |                      |          |          |          |          | 12:27   |         |         |         | 1       | 2       |             | 1        | 1       |
| Ungarn            | 2                | 1                | 3                | 33               |                      |                      | 0/1                  | 1/2                  |                      |                      |                      | 1        | 4        | 25       |          | 14:06   |         |         |         | 1       |         |             | 2        |         |
| Kroatien          |                  |                  |                  |                  |                      |                      |                      |                      |                      |                      |                      |          |          |          |          |         |         |         |         | 1       |         |             |          |         |
| Gesamt            | 18               | 9                | 18               | 50               |                      |                      | 5/8                  | 4/10                 |                      |                      |                      | 4        | 9        | 44       |          | 3       |         |         |         | 6       | 9       |             | 8        | 6       |

### Gisella Bonomi
- Nummer: 13
- Name auf dem Shorts: BONOMI
- Spielposition(en): Kreisläuferin/Defensivspielerin
- Verein: Club Alta Barda, Neuquén
- Geburtsdatum: 19. März 2000
- Größe: 1,80 Meter

| Gegner            | Punkte und Würfe | Punkte und Würfe | Punkte und Würfe | Punkte und Würfe | Versuche und Treffer | Versuche und Treffer | Versuche und Treffer | Versuche und Treffer | Versuche und Treffer | Versuche und Treffer | Versuche und Treffer | Torhüter | Torhüter | Torhüter | Torhüter | Strafen | Strafen | Strafen | Technik | Technik | Technik | Technik     | Technik  | Technik |
| Gegner            | Punkte           | Tore             | Würfe            | %                | 1-Pt All             | 1-Pt Spin            | Spin                 | In-flight            | Spec                 | Dir Goal             | Pen                  | Sav      | Shots    | %        | Sav Pen  | SUS     | D       | DR      | Ass     | Steal   | Block   | Rec 6m Foul | Pen Foul | TO      |
| ----------------- | ---------------- | ---------------- | ---------------- | ---------------- | -------------------- | -------------------- | -------------------- | -------------------- | -------------------- | -------------------- | -------------------- | -------- | -------- | -------- | -------- | ------- | ------- | ------- | ------- | ------- | ------- | ----------- | -------- | ------- |
| Turkei            | 16               | 8                | 12               | 67               |                      |                      | 0/3                  | 8/9                  |                      |                      |                      |          |          |          |          |         |         |         | 1       |         |         |             |          |         |
| Paraguay          | 7                | 4                | 6                | 67               | 1/1                  |                      |                      | 3/5                  |                      |                      |                      |          |          |          |          |         |         |         |         |         |         |             |          | 1       |
| Venezuela         | 8                | 4                | 5                | 80               |                      |                      | 1/1                  | 3/4                  |                      |                      |                      |          |          |          |          |         |         |         |         |         |         |             |          | 1       |
| Hongkong          | 12               | 6                | 6                | 100              |                      |                      | 1/1                  | 5/5                  |                      |                      |                      |          |          |          |          |         |         |         |         |         |         |             |          | 1       |
| Niederlande       | 0                | 0                | 1                | 0                |                      |                      |                      | 0/1                  |                      |                      |                      |          |          |          |          | 19:27   |         |         | 2       | 1       |         |             | 1        | 1       |
| Kroatien          | 4                | 2                | 2                | 100              |                      |                      | 1/1                  | 1/1                  |                      |                      |                      | 0        | 1        | 0        |          |         |         |         |         |         |         |             |          | 2       |
| Ungarn            | 14               | 7                | 11               | 64               |                      |                      | 2/2                  | 5/9                  |                      |                      |                      | 0        | 1        | 0        |          |         |         |         | 1       |         | 1       | 1           |          |         |
| Chinesisch Taipeh | 6                | 3                | 4                | 75               |                      |                      | 1/1                  | 2/3                  |                      |                      |                      | 1        | 2        | 50       |          |         |         |         | 1       |         |         | 1           |          |         |
| Ungarn            | 10               | 5                | 6                | 83               |                      |                      | 2/2                  | 3/4                  |                      |                      |                      |          |          |          |          |         |         |         |         |         |         |             |          |         |
| Kroatien          | 10               | 5                | 7                | 71               |                      |                      |                      | 5/7                  |                      |                      |                      |          |          |          |          |         |         |         | 1       | 1       |         | 1           |          | 2       |
| Gesamt            | 87               | 44               | 60               | 73               | 1/1                  |                      | 8/11                 | 35/48                |                      |                      |                      | 1        | 4        | 25       |          | 1       |         |         | 6       | 2       | 1       | 3           | 1        | 8       |

### Jimena Riadigos
- Nummer: 15
- Name auf dem Shorts: RIADIGOS
- Spielposition(en): Defensivspielerin/Kreisläuferin
- Verein: ACHA de Mar del Plata (ACHA Handball)
- Geburtsdatum: 7. April 2000
- Größe: 1,71 Meter

| Gegner            | Punkte und Würfe | Punkte und Würfe | Punkte und Würfe | Punkte und Würfe | Versuche und Treffer | Versuche und Treffer | Versuche und Treffer | Versuche und Treffer | Versuche und Treffer | Versuche und Treffer | Versuche und Treffer | Torhüter | Torhüter | Torhüter | Torhüter | Strafen | Strafen | Strafen | Technik | Technik | Technik | Technik     | Technik  | Technik |
| Gegner            | Punkte           | Tore             | Würfe            | %                | 1-Pt All             | 1-Pt Spin            | Spin                 | In-flight            | Spec                 | Dir Goal             | Pen                  | Sav      | Shots    | %        | Sav Pen  | SUS     | D       | DR      | Ass     | Steal   | Block   | Rec 6m Foul | Pen Foul | TO      |
| ----------------- | ---------------- | ---------------- | ---------------- | ---------------- | -------------------- | -------------------- | -------------------- | -------------------- | -------------------- | -------------------- | -------------------- | -------- | -------- | -------- | -------- | ------- | ------- | ------- | ------- | ------- | ------- | ----------- | -------- | ------- |
| Turkei            |                  |                  |                  |                  |                      |                      |                      |                      |                      |                      |                      |          |          |          |          |         |         |         |         |         | 1       |             |          |         |
| Paraguay          |                  |                  |                  |                  |                      |                      |                      |                      |                      |                      |                      |          |          |          |          |         |         |         |         |         |         |             |          |         |
| Venezuela         |                  |                  |                  |                  |                      |                      |                      |                      |                      |                      |                      |          |          |          |          |         |         |         |         |         |         |             |          |         |
| Hongkong          |                  |                  |                  |                  |                      |                      |                      |                      |                      |                      |                      |          |          |          |          |         |         |         | 1       |         | 2       |             | 2        |         |
| Niederlande       |                  |                  |                  |                  |                      |                      |                      |                      |                      |                      |                      |          |          |          |          |         |         |         |         |         |         |             |          |         |
| Kroatien          |                  |                  |                  |                  |                      |                      |                      |                      |                      |                      |                      |          |          |          |          |         |         |         |         |         |         |             |          |         |
| Ungarn            |                  |                  |                  |                  |                      |                      |                      |                      |                      |                      |                      |          |          |          |          | 8:02    |         |         |         |         | 1       |             | 1        |         |
| Chinesisch Taipeh |                  |                  |                  |                  |                      |                      |                      |                      |                      |                      |                      |          |          |          |          |         |         |         |         |         |         |             | 1        |         |
| Ungarn            |                  |                  |                  |                  |                      |                      |                      |                      |                      |                      |                      |          |          |          |          |         |         |         |         |         | 1       |             |          |         |
| Kroatien          |                  |                  |                  |                  |                      |                      |                      |                      |                      |                      |                      |          |          |          |          |         |         |         |         | 1       | 1       |             |          |         |
| Gesamt            |                  |                  |                  |                  |                      |                      |                      |                      |                      |                      |                      |          |          |          |          | 1       |         |         | 1       | 1       | 6       |             | 4        |         |

### Rosario Soto
- Nummer: 16
- Name auf dem Shorts: SOTO
- Spielposition(en): Torhüterin
- Verein: Estudiantes de La Plata
- Geburtsdatum: 7. Januar 2000
- Größe: 1,70 Meter

| Gegner            | Punkte und Würfe | Punkte und Würfe | Punkte und Würfe | Punkte und Würfe | Versuche und Treffer | Versuche und Treffer | Versuche und Treffer | Versuche und Treffer | Versuche und Treffer | Versuche und Treffer | Versuche und Treffer | Torhüter | Torhüter | Torhüter | Torhüter | Strafen | Strafen | Strafen | Technik | Technik | Technik | Technik     | Technik  | Technik |
| Gegner            | Punkte           | Tore             | Würfe            | %                | 1-Pt All             | 1-Pt Spin            | Spin                 | In-flight            | Spec                 | Dir Goal             | Pen                  | Sav      | Shots    | %        | Sav Pen  | SUS     | D       | DR      | Ass     | Steal   | Block   | Rec 6m Foul | Pen Foul | TO      |
| ----------------- | ---------------- | ---------------- | ---------------- | ---------------- | -------------------- | -------------------- | -------------------- | -------------------- | -------------------- | -------------------- | -------------------- | -------- | -------- | -------- | -------- | ------- | ------- | ------- | ------- | ------- | ------- | ----------- | -------- | ------- |
| Turkei            |                  |                  |                  |                  |                      |                      |                      |                      |                      |                      |                      | 2        | 13       | 15       | 0/2      |         |         |         |         |         |         |             |          |         |
| Paraguay          |                  |                  |                  |                  |                      |                      |                      |                      |                      |                      |                      | 4        | 12       | 33       | 1/1      |         |         |         |         |         |         |             |          |         |
| Venezuela         |                  |                  |                  |                  |                      |                      |                      |                      |                      |                      |                      | 7        | 21       | 33       | 0/2      |         |         |         |         |         |         |             |          |         |
| Hongkong          |                  |                  |                  |                  |                      |                      |                      |                      |                      |                      |                      | 4        | 13       | 31       | 1/2      |         |         |         |         |         |         |             |          |         |
| Niederlande       |                  |                  |                  |                  |                      |                      |                      |                      |                      |                      |                      | 3        | 25       | 12       | 0/1      |         |         |         |         |         |         |             |          |         |
| Kroatien          |                  |                  |                  |                  |                      |                      |                      |                      |                      |                      |                      | 2        | 19       | 11       | 0/1      |         |         |         |         |         |         |             |          |         |
| Ungarn            |                  |                  |                  |                  |                      |                      |                      |                      |                      |                      |                      | 5        | 21       | 24       | 1/4      |         |         |         |         |         |         |             |          |         |
| Chinesisch Taipeh |                  |                  |                  |                  |                      |                      |                      |                      |                      |                      |                      | 4        | 25       | 16       | 0/2      |         |         |         | 1       |         |         |             |          |         |
| Ungarn            | 0                | 0                | 1                | 0                |                      |                      |                      |                      |                      | 0/1                  |                      | 2        | 20       | 10       | 0/13     |         |         |         |         |         |         |             |          |         |
| Kroatien          |                  |                  |                  |                  |                      |                      |                      |                      |                      |                      |                      | 4        | 17       | 24       |          |         |         |         |         |         |         |             |          |         |
| Gesamt            | 0                | 0                | 1                | 0                |                      |                      |                      |                      |                      | 0/1                  |                      | 37       | 186      | 20       | 3/28     |         |         |         | 1       |         |         |             |          |         |

## Legende
Punkte vor dem Schrägstrich bezeichnen immer die erfolgreichen Aktionen, bei Torabschlüssen die Treffer, bei Torhüteraktionen die Torverhinderungen. Die Zahl dahinter nennt die Zahl der Versuche, geglückte wie nicht geglückte.
Punkte und Würfe
- Punkte – erzielte Punkte
- Tore – erzielte Tore
- Würfe – Torwürfe
- % – Prozentzahl von Treffern bei Würfen
- 1-Pt All – alle normalen Torabschlüsse, die zu einem Punkt führen
- 1-Pt Spin – nicht gelungener Drehwurf, deshalb nur ein Punkt wert (auch schon einmal in den 1-Pt All enthalten)
- Spin – Sprungwurf mit Drehung um die eigene Achse, dafür gibt es zwei Punkte
- In-flight – Torabschluss im Flug („Kempa-Trick“), auch hier gibt es zwei Punkte für einen Treffer
- Spec – Tor durch einen Specialist, diese Tore bringen immer zwei Punkte
- Dir Goal – direkte Tore durch den Torhüter, da dieser per se Specialist ist, gibt es auch hier immer zwei Punkte
- Pen – Tore durch Strafwürfe

Torhüteraktionen
- Sav – Torverhinderungen
- Shots – Würfe auf das Tor
- % – Prozentualer Anteil der gehaltenen Würfe
- Sav Pen – gehaltene Strafwürfe

Strafen – Angegeben ist der jeweilige Zeitpunkt im Spiel, in dem die Strafe ausgesprochen wurde
- SUS – Zeitstrafen
- D – Spielstrafe (Disqualifikation für den Rest des Spiels)
- DR – Platzverweis (Disqualifikation mit Bericht)

Technische Statistiken
- Ass – Assists: direkte Vorlagen zu Treffern der eigenen Mannschaft
- Steal – Eroberung eines Balles von der angreifenden Mannschaft
- Block – erfolgreiche Verhinderung eines Torabschlusses
- Rec 6m Foul – gefoult worden, was zu einem Strafwurf (6m) führte
- Pen Foul – ein Foul begangen, was zu einem Strafwurf führte
- TO – Turnover: Ballverlust im Angriff an die verteidigende Mannschaft